# Al Lorenzen
Al Lorenzen (* 14. April 1966 in Cedar Rapids (Iowa)) ist ein ehemaliger US-amerikanischer Basketballspieler.

## Leben
Lorenzen, ein 2,07 Meter großer Innenspieler, gehörte als Schüler der Basketballmannschaft der John F. Kennedy High School in seiner Heimatstadt im US-Bundesstaat Iowa an. 1984 wurde ihm die Auszeichnung „Mr. Basketball“ von Iowa verliehen. Auf Hochschulebene spielte er von 1984 bis 1988 an der University of Iowa und kam auf Mittelwerte von 7,3 Punkten und 4,1 Rebounds je Begegnung. Seine besten Saisonwerte erreichte er 1987/88 (10,6 Punkte, 5,7 Rebounds pro Spiel).
Lorenzen wechselte ins Profigeschäft und spielte 1988/89 in der zweiten französischen Liga in Voiron, wo er pro Spiel im Schnitt 26,4 Punkte erzielte.
In der Saison 1989/90 spielte er für die Cedar Rapids Silver Bullets in der US-Liga CBA und 1990/91 in der Basketball-Bundesliga für TTL Bamberg. Er wechselte dann ins französische Caen, wo er 1991/92 aktiv war, und spielte später in Luzern in der Schweiz und im türkischen Istanbul.
1993/94 stand er in Diensten des Vereins USOAM Basket aus der Stadt Athis-Mons in der französischen Liga Nationale 2 und war Mannschaftskapitän. Nach dem Ende seiner Basketballkarriere wurde Lorenzen in den USA in der Stadt Des Moines Mitarbeiter des Fremdenverkehrsamts.